# أمزمز
أمزمز هو مرتفع منعزل مع منحدرات شديدة الانحدار في الجزء الغربي من هضبة آدرار في موريتانيا، على بعد 300 كم شمال شرق العاصمة نواكشوط.

## معرض الصور

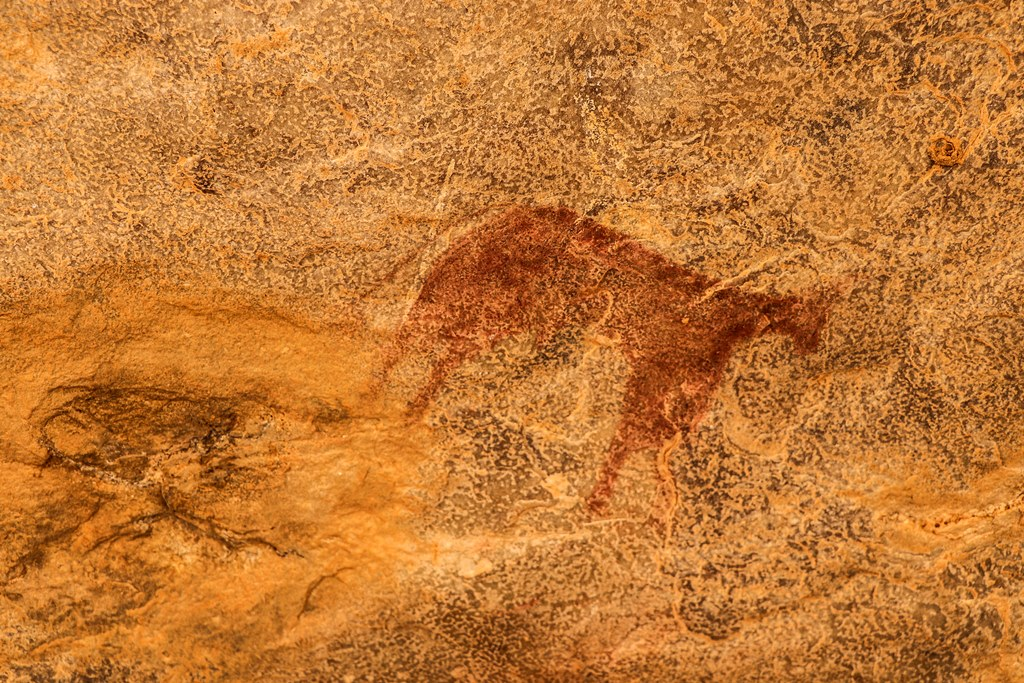
لوحة صخرية لبقرة
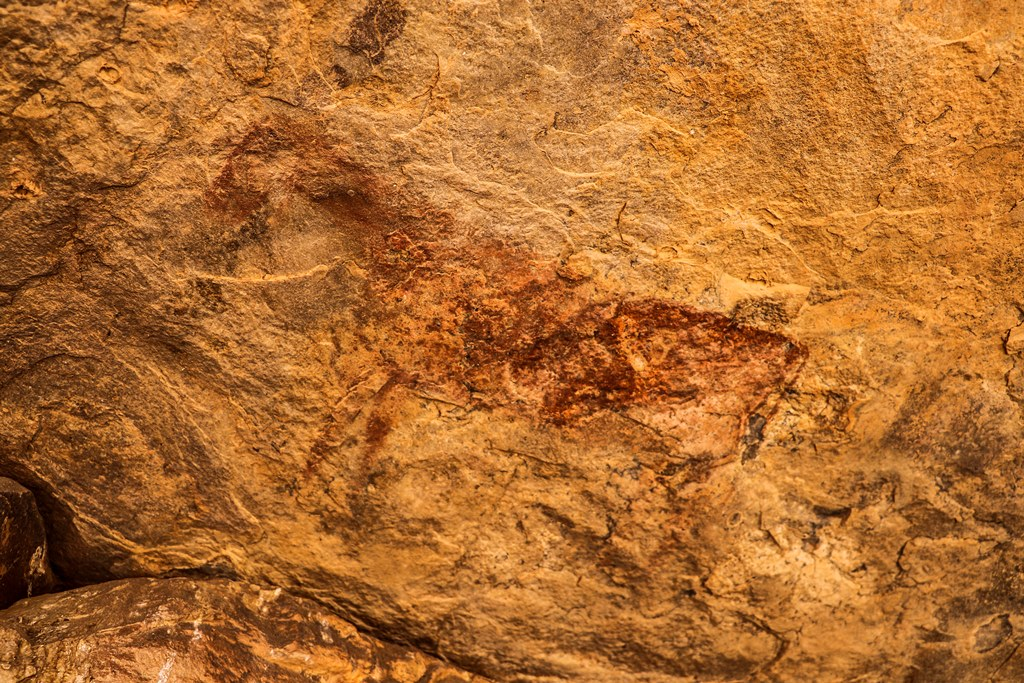
لوحة صخرية لبقرة
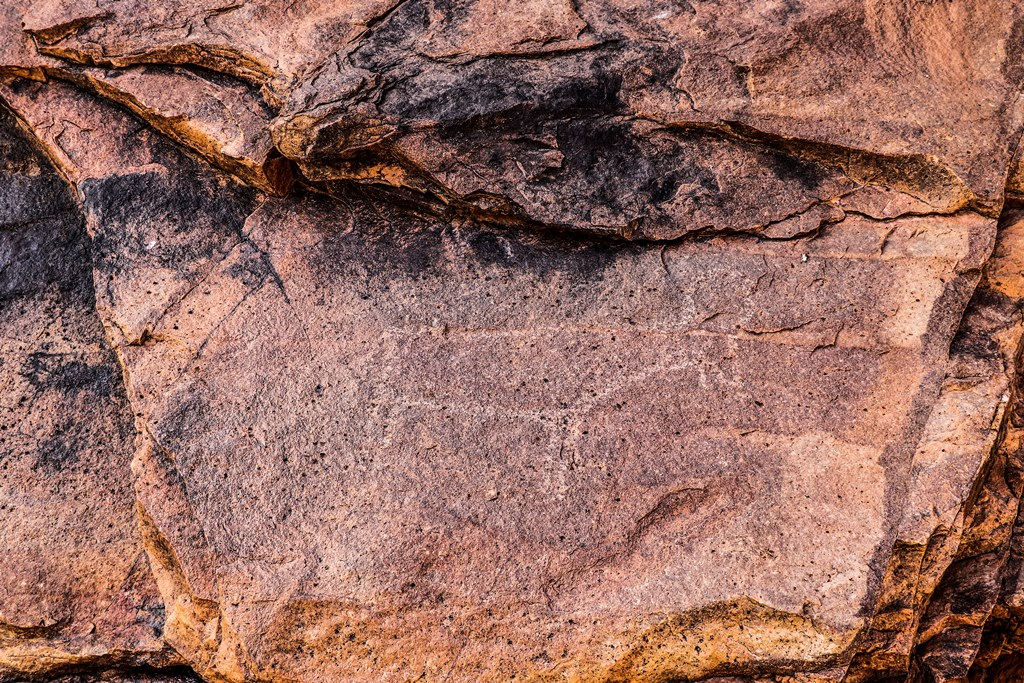
لوحة صخرية لبقرة